# Koulamoutou
Koulamoutou is een stad (milieu urbain, ville) en gemeente (commune) in Gabon gelegen aan de rivier Lolo en is de hoofdplaats van de provincie Ogooué-Lolo.
Koulamoutou telt 25.000 inwoners.
De gemeente heeft als bezienswaardigheden een museum, een bioscoop en een vliegveld. De stad is in Gabon vooral bekend om het nachtleven.